# Enrique López Alarcón
Enrique López Alarcón (Málaga, siglo XIX-Cuba, siglo XX) fue un poeta, periodista y dramaturgo español.

## Biografía

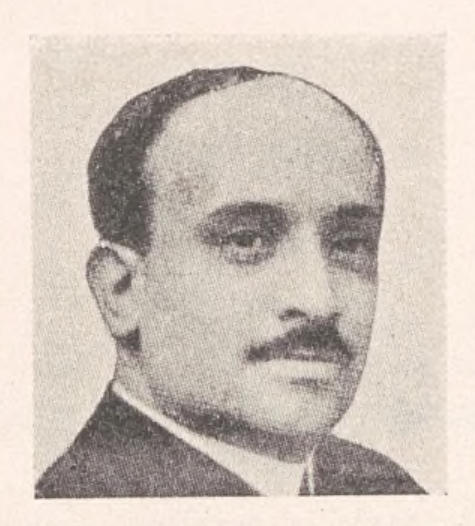
Retrato de López Alarcón

Nació en Málaga, en 1881 o 1891. López Alarcón, que cultivó la poesía y el teatro, además de ser periodista, falleció en Cuba, según la fuente en 1948 o en 1963. Afín al bando republicano, tras la guerra civil había partido al exilio. Entre sus obras se contó una versión «republicana» de Fuenteovejuna (1932).